# Primetals Technologies
Primetals Technologies Limited ist ein Maschinen- und Anlagenbauer mit Sitz in London, Vereinigtes Königreich, und zahlreichen Standorten auf der ganzen Welt. Die Kunden des Unternehmens stammen aus dem Bereich der Eisen-, Stahl- und Buntmetallerzeugung. Es wurde 2015 als Joint Venture von Siemens VAI  Metals Technologies und Mitsubishi-Hitachi Metals Machinery gegründet. Stand heute (2025) ist Primetals Technologies eine Group Company von Mitsubishi Heavy Industries.

## Überblick

### Geschäftstätigkeit
Primetals Technologies agiert als umfassender Zulieferer für die Metallindustrie. Das Portfolio des Unternehmens deckt alle Aspekte des Eisen- und Stahlproduktionsprozesses ab und umfasst auch mehrere Technologien für Nichteisenmetalle. Diese Verfahren umfassen unter anderem Aufbereitung, Direktreduktion, Sauerstoffblasverfahren, elektrische Stahlerzeugung, Strangguss, Warm- und Kaltwalzen sowie das Beizen. Ein wichtiger Geschäftsbereich ist auch die Digitalisierung verschiedener Aspekte der Metallindustrie, von der Automatisierung und den Services über die zunehmende Nutzung von künstlicher Intelligenz und den Einsatz von Robotik zur Verbesserung der Sicherheit in Eisen- und Stahlwerken.

#### „Green Steel“ bei Primetals Technologies
Im Mai 2022 wurde die Bildung einer neuen globalen Task Force mit dem Titel „Green Steel“ angekündigt, um die Kompetenzen in der Metallindustrie mit den branchenübergreifenden Kompetenzen der gesamten Mitsubishi Heavy Industries Group zu kombinieren. Mit einem Anteil von acht Prozent an den weltweiten CO2-Emissionen im Jahr 2020 gilt die Stahlindustrie als einer der Hauptverursacher der Klimakrise. Mit einer Reihe von Umwelttechnologien arbeitet Primetals Technologies daran, den CO2-Fußabdruck der Metallindustrie zu verringern.

## Geschichte

### Mitsubishi Hitachi Metals Machinery
Im Mai 2000 gaben Mitsubishi Heavy Industries und Hitachi  bekannt, dass sie eine breit angelegte Partnerschaft im Bereich der Metallwalzwerke eingehen. Im Oktober 2000 wurde MHI-Hitachi Metals Machinery, Inc. als Joint Venture gegründet. Das Unternehmen übernahm den Vertrieb und das zugehörige Engineering für Metallwalzwerke und nachgelagerte Anlagen. 2002 wurde der Name in Mitsubishi-Hitachi Metals Machinery, Inc. geändert. 2004 folgte die Gründung von Mitsubishi-Hitachi Metals Machinery, Inc. U.S.A.
- 2006 – Übernahme von New Gencoat, Inc., U.S.A.
- 2006 – Mitsubishi-Hitachi Metals Machinery erhält von Shougang Jingtang Inc. den Auftrag zur Lieferung einer Beizlinie und eines Tandem-Kaltwalzwerks
- 2007 – Gründung von Mitsubishi-Hitachi Metals Machinery, Inc., China
- 2010 – Inbetriebnahme eines Endlosschweiß- und Walzwerks für Knüppel von POSCO, Südkorea
- 2010 – Gründung von Mitsubishi-Hitachi Metals Machinery South Asia Private Ltd.
- 2012 – Inbetriebnahme des Warmwalzwerks Nr. 2 von Usiminas Cubatão, Brasilien
- 2013 – Eingliederung des Walzwerkgeschäfts von IHI Metaltec[9]
- 2013 – Mitsubishi-Hitachi Metals Machinery erwirbt Anteile an Concast Ltd., Indien[10]
- 2013 – Erwerb der Mehrheitsanteile an Hasegawa Gear Works, Ltd.[11]

### Siemens VAI Metals Technologies

#### 1938–1955
Die VAI, deren Muttergesellschaft die VA Technologie AG war, begann als Anlagenbauunternehmen der Vereinigten Österreichische Eisen und Stahlwerke (VÖEST), wurde aber 1956 in ein eigenständiges Unternehmen umgewandelt. 1938 begann die US-amerikanische Firma H.A. Brassert & Co. mit Entwürfen für die Eisenwerke Oberdonau in Linz, bevor sie sich 1939 zurückzog.
Im Laufe des Zweiten Weltkriegs wurden alle Industrieanlagen durch Luftangriffe schwer beschädigt und Österreich schließlich von den Alliierten besetzt. Im Juli 1945 wurden die Linzer Hermann-Göring-Werke in Vereinigte Österreichische Eisen- und Stahlwerke (VÖEST) umbenannt und von der Alpine Montan AG getrennt. Im Juli 1946 wurde die neu gegründete VÖEST als Teil der späteren Österreichischen Industrieholding Aktiengesellschaft (ÖIAG) an die neu gegründete Republik Österreich zurückgegeben. Für den Wiederaufbau nutzte die spätere Voestalpine Mittel aus dem Marshallplan. Im Jahr 1947 wurden der erste Hochofen, ein Siemens-Martin-Ofen und die ersten Koksöfen in Betrieb genommen. Im Jahr 1948 wurde der Österreichische Eisen- und Stahlplan ins Leben gerufen, der die Produktion von Flachstahl in Linz und die Produktion von Langprodukten in Donawitz konzentrierte. Dazu gehörten die Produktion von Fertigprodukten in einem Grobblechwalzwerk und der Bau eines neuen Brammen- und Warmbandwerks in Linz.
Die Zukunft der Flachstahlproduktion in Linz erwies sich jedoch als zu teuer, da sie auf der Grundlage des Siemens-Martin-Ofens erfolgte. Daher wurde ab 1949 ein neues Herstellungsverfahren, das spätere Linz-Donawitz-Verfahren, entwickelt und 1950 zum Patent angemeldet. Nach der Konstruktionsphase wurden zwei LD-Konverter in Betrieb genommen, einer 1952 in Linz, der andere 1953 in Donawitz.

#### 1956–1973
Die Voest-Alpine Industrieanlagenbau wurde 1956 als Abteilung der VÖEST ins Leben gerufen.
Auf Basis des neu entwickelten LD-Verfahrens und mit den Erfahrungen aus dem kompletten Wiederaufbau nach dem Krieg begann die VÖEST 1958 in Zusammenarbeit mit der Friedrich Krupp AG mit dem Bau des ersten LD-Stahlwerkes außerhalb Österreichs in Rourkela, Indien. Im Jahr 1960 wurde die Geschäftsführung der Wiener Brückenbau und Eisenkonstruktions AG  (WBB), die später in Voest-Alpine Hebetechnik- und Brückenbau AG umbenannt wird, auf die VÖEST übertragen. In den Folgejahren expandierte die VÖEST weltweit weiter und baute bis 1968 ihr Kundennetz auf 274 Geschäftsbeziehungen in 87 Ländern aus. 1973 fusionierte die VÖEST mit der ebenfalls verstaatlichten Oesterreichisch-Alpine Montangesellschaft (ÖAMG) zur Vöest-Alpine AG.

#### 1974–1994
Als die erste Ölpreiskrise im Jahr 1973 begann, wurde die Metallindustrie in allen Teilen der Welt schwer getroffen (siehe auch: Stahlkrise). In Österreich fiel dies mit der Gründung der Vöest-Alpine AG zusammen, und zwischen 1974 und 1976 schlossen sich mehrere andere Unternehmen dem Konzern an, darunter die Gebrüder Böhler & Co AG, die Schoeller-Bleckmann Stahlwerke AG und die Steirische Gußstahlwerke AG, welche zur Vereinigten Edelstahlwerke AG (VEW) zusammengelegt wurden. Der Zusammenschluss dieser Unternehmen stärkte zwar die Position der Vöest-Alpine AG, doch die Auswirkungen der Stahlkrise führten zu einer Neuausrichtung. 1977 wurde der Konzern in vier Bereiche aufgeteilt: Hütte, Verarbeitung, Finalindustrie und Industrieanlagenbau. 1978 wurde der Industrieanlagenbau als eigener Vorstandsbereich etabliert.
Ende der 1970er Jahre begann der jetzt VOEST-ALPINE AG genannte Konzern gemeinsam mit der Korf Engineering GmbH das sogenannte COREX-Verfahren zu entwickeln, das ursprünglich als KR-Prozess bekannt war. 1985 spitzte sich die lange schwelende Krise der verstaatlichten Industrie zu und die VOEST-ALPINE AG meldete Konkurs an. Im Herbst 1986 wurde das VOEST-ALPINE-neu-Konzept verabschiedet und mit dem ÖIAG-Gesetz die Österreichische Industrieholding Aktiengesellschaft (ÖIAG) geschaffen.
1988 beschloss die österreichische Regierung, die ÖIAG teilweise zu privatisieren und die VOEST-ALPINE STAHL AG (VA Stahl) zu gründen. Gleichzeitig wurde die VOEST-ALPINE Industrieanlagenbau (VAI, auch VAI-BAU) eine eigene GesmbH im Rahmen der Maschinen- und Anlagenbauholding AG unter der Dachgesellschaft ÖIAG.

#### 1995–2014
1993 erfolgte eine Umstrukturierung der ÖIAG, aus der die VA Technologie AG (VA Tech) hervorging, die zur Muttergesellschaft der VAI wurde. Im Jahr 1995 war die VAI in 45 Ländern tätig, beschäftigte 2000 Ingenieure und erzielte einen Umsatz von 841 Millionen Dollar.
1995 erwarb die VAI die ersten Anteile an der Fuchs Systemtechnik GmbH, einem in Deutschland ansässigen Hersteller von Elektrolichtbogenöfen und anderen Ausrüstungen für die Stahlherstellung, mit Werken in Mexiko und Salisbury, North Carolina. 1997 beschäftigte das Werk der Fuchs Systems Inc. in Salisbury 230 Mitarbeiter.
1997 hielt die ÖIAG 24 % und die VOEST-ALPINE Stahl 19,05 % der Anteile an der VAI-Muttergesellschaft VA Tech. Im September 1999 übernahm die VAI die norwegische Kvaerner A.S.A. einschließlich deren Aktivitäten in Frankreich, Spanien, Italien, Deutschland, China, Indien und Großbritannien. Die VAI-Tochter Voest-Alpine Industries Inc. hatte ihren amerikanischen Hauptsitz in Pittsburgh, Pennsylvania. 1999 verlagerte Voest-Alpine Industries, ein Teil von VA Tech North America, seine gesamten Aktivitäten von Pittsburgh nach Southpointe bei Canonsburg, Pennsylvania. Voest-Alpine Industries war auch in Eastlake, Ohio, und Benton Harbor, Michigan tätig. 2002 zog der Geschäftsbereich Metals Automation von Eastlake nach Southpointe um.
1999 hielt Voest-Alpine Industries 49 % der Anteile der Fuchs Systemtechnik GmbH. Obwohl das Unternehmen 59 Mitarbeiter in Salisbury entließ, war Fuchs der Marktführer, und die Muttergesellschaften hatten die Absicht, Fuchs im Geschäft zu halten. Die Entlassungen waren die Folge einer Asienkrise sowie der gesunkenen Nachfrage nach amerikanischem Stahl aufgrund der niedrigen Einfuhrpreise. 1999 erholte sich jedoch der asiatische Markt und mit Europa und Südamerika ergaben sich neue mögliche Absatzmärkte. Im Jahr 2001 kaufte die Voest-Alpine Industrieanlagenbau den Rest von Fuchs, das zu VAI Fuchs wurde und VAI Technometal hinzunahm. Im Mai 2001 schloss Fuchs jedoch das Werk in Salisbury, seine einzige amerikanische Fabrik, weil die Hälfte der Kunden bankrott war oder kurz davor stand. AlloyWorks kaufte drei der Gebäude. Das vierte wurde zu einer medizinischen Einrichtung. Außerdem erlebte die Stahlindustrie im Jahr 2001 weltweit einen Abschwung aufgrund niedrigerer Preise, obwohl der Strangguss (bei dem VAI das weltweit führende Unternehmen war) weiterhin positive Ergebnisse lieferte, insbesondere in China. VAI reduzierte seine sechs Geschäftsbereiche auf vier: Eisen- und Stahlerzeugung (die größte Sparte), Walzen und Verarbeitung, Automatisierung und Metallurgische Dienstleistungen.
Ebenfalls im Jahr 2001 wurde der Stranggussbereich von VAI erweitert um ein Gieß- und Walzwerk für ultrabreite Brammen mittlerer Dicke für IPSCO Stahl  in Mobile, Alabama,  mit den vermutlich weltweit größten einteiligen Gießwerkgehäusen von 350 Tonnen.  Die Automatisierungssparte hat gemeinsam mit Voest-Alpine Stahl ein Projekt zur Qualitätskontrolle durchgeführt.
2003 wurde die VAI-Tochter Voest-Alpine Services & Technologies Corp. Mehrheitseigentümer von Steel Related Technology in Blytheville, Arkansas.

Logo Siemens VAI 2015

Nach dem Kauf der VA Technologie AG durch Siemens im Juli 2005 wurde VAI zu Siemens VAI und ein Teil des Siemens-Geschäftsbereichs Industrial Solutions and Services. Siemens VAI wurde später in Siemens VAI Metals Technologies GmbH & Co. umbenannt und auch als VAI-Gruppe bezeichnet, die aus der VAI und den Siemens-Geschäftsbereichen Elektrotechnik und Automatisierungstechnik entstand. Zum Siemens-Geschäftsbereich Industrial Solutions and Services gehörte auch Voest-Alpine Services and Technologies (VAST). Beide Siemens-Bereiche operierten vom Raum Pittsburgh aus. VAST erbrachte Instandhaltungsdienstleistungen für Stahl- und Aluminiumhersteller von elf Standorten in den USA aus: Baltimore, Maryland; North East, Maryland; New London, Ohio; Milan, Ohio; Benton Harbor, Michigan; Bethel Park, Pennsylvania; Blytheville, Arkansas; Charleston, South Carolina; Decatur, Alabama; und Erie, Pennsylvania. Hinzu kam der Standort Sault Ste. Marie, Ontario, in Kanada.

### Primetals Technologies
2014 wurde die Gründung von Primetals Technologies angekündigt und Mitsubishi erwarb 51 % von Siemens VAI. Im Januar 2015 nahm Primetals Technologies den Betrieb auf. 2019 erwarb Primetals Technologies zusammen mit Mitsubishi Heavy Industries die Dortmunder ABP Induction Systems.
Am 30. September 2019 vereinbarten Mitsubishi Heavy Industries und die Siemens AG die Übernahme der Anteile von Siemens an Primetals Technologies (49 %) durch MHI. Die Transaktion wurde Ende Januar 2020 abgeschlossen.
Im Frühjahr 2021 übernahm Mutares, eine Beteiligungsgesellschaft mit Sitz in München, Primetals Technologies France von Primetals Technologies und benannte das Unternehmen in Clecim France um.
Im Herbst 2021 übertrug Primetals Technologies seine Anteile an Primetals Technologies Italy an Calista Private Equity, einen Finanzinvestor mit Sitz in München, Deutschland.